# Келус (Сан-Паулу)
Келус (порт. Queluz)  —  муниципалитет в Бразилии, входит в штат Сан-Паулу. Составная часть мезорегиона Вали-ду-Параиба-Паулиста. Входит в экономико-статистический  микрорегион Гуаратингета. Население составляет 12 206 человек на 2007 год. Занимает площадь 249,408 км². Плотность населения — 40,7 чел./км².

## История
Город основан 4 марта 1842 года.

## Статистика
- Валовой внутренний продукт на 2003 составляет 38.415.488,00 реалов (данные: Бразильский институт географии и статистики).
- Валовой внутренний продукт на душу населения на 2003 составляет 3.971,41 реалов (данные: Бразильский институт географии и статистики).
- Индекс развития человеческого потенциала на 2000 составляет 0,766 (данные: Программа развития ООН).